# Timothy Eyoma
Timothy Eyoma (Londres, Inglaterra, 29 de enero de 2000) es un futbolista británico, de ascendencia nigeriana, que juega en la demarcación de defensa para el Lommel S. K. de la Segunda División de Bélgica.

## Trayectoria
Tras empezar a formarse como futbolista en las categorías inferiores del Tottenham Hotspur, finalmente en septiembre de 2018 ascendió al primer equipo tras firmar un contrato por tres años. Hizo su debut el 4 de enero de 2019 contra el Tranmere Rovers en la FA Cup tras sustituir en el minuto 79 a Oliver Skipp, en un encuentro que finalizó con un resultado de 0-7 a favor del conjunto londinense tras los goles de Harry Kane, Son Heung-min, un doblete de Serge Aurier y un hat-trick de Fernando Llorente.
El 30 de enero de 2020 fue cedido al Lincoln City F. C. hasta final de temporada. El 11 de agosto, tras renovar su contrato hasta 2023, regresó al mismo equipo para jugar prestado la temporada 2020-21. En agosto de 2021 acabó desvinculándose del equipo londinense para regresar al Lincoln City F. C., donde permaneció hasta el final de la campaña 2023-24. La siguiente la empezó como agente libre y en noviembre firmó por el Northampton Town F. C.
El 18 de julio de 2025, tras haber superado un periodo de prueba, fichó por el Lommel S. K. con un contrato de dos años.

## Selección nacional

### Participaciones en Copas del Mundo
| Mundial                | Sede  | Resultado | Partidos | Goles |
| ---------------------- | ----- | --------- | -------- | ----- |
| Mundial Sub-17 de 2017 | India | Campeón   | 3        | 0     |

## Clubes
| Club                    | País       | Año       | Partidos | Goles |
| ----------------------- | ---------- | --------- | -------- | ----- |
| Tottenham Hotspur F. C. | Inglaterra | 2018-2020 | 1        | 0     |
| Lincoln City F. C.      | Inglaterra | 2020-2024 | 148      | 5     |
| Northampton Town F. C.  | Inglaterra | 2024-2025 | 27       | 1     |
| Lommel S. K.            | Bélgica    | 2025-     |          |       |

## Palmarés

### Campeonatos internacionales
| Título         | Club (*)          | País  | Año  |
| -------------- | ----------------- | ----- | ---- |
| Mundial sub-17 | Inglaterra sub-17 | India | 2017 |

(*) Incluyendo la selección.